# (8742) Bonazzoli
(8742) Bonazzoli – planetoida z grupy pasa głównego asteroid okrążająca Słońce w ciągu 3 lat i 90 dni w średniej odległości 2,19 au. Została odkryta 14 lutego 1998 roku przez Vincenzo Casulliego. Przed nadaniem nazwy planetoida nosiła oznaczenie tymczasowe (8742) 1998 CB2.